# 壓抑者
壓抑者（英語：Suppressive person，通常縮寫為SP），是新興宗教山達基教用來描述「反社會人格」的術語。根據山達基教創始人L·羅恩·賀伯特的說法，這些人約佔人口的2.5%。山達基教會網站上的聲明稱包括阿道夫·希特勒等臭名昭著的歷史人物。
實際上，這個詞用於那些被山達基教會視為敵人的人，例如那些據稱其「災難性」和「壓抑」的行為阻礙了山達基人或山達基教向上前進的人，無論其是否為信徒。
山達基教義將壓抑者描繪得如此危險的原因之一是，他們會讓周圍的人成為潛在麻煩來源（英語：potential trouble sources，縮寫為PTS）。山達基將PTS定義為「在某種程度上與壓抑的人有聯繫並受到其不利影響的人。這樣的人被稱為潛在麻煩來源，因為他可能給自己和他人帶來很多麻煩。 」賀伯特認為，壓抑者的影響被放大，導致20%的人口傾向反對山達基。

## 起源和定義
與大多數山達基術語一樣，「壓抑者」一詞是賀伯特自己創造的。宣教學教授塔克女士（Ruth A. Tucker） 在她的《另一福音：邪教、另類宗教和新時代運動》（Another Gospel）一書中寫道，「壓抑者」這一概念似乎是在1960年代，「隨著信徒數量的增長，和[賀伯特]威權控制的增加」時而首次被引入山達基教的。塔克指出，這一時期加入山達基教的許多新人都是“受過良好教育的人，他們以獨立思考為榮，[並且]不願意讓任何其他人完全支配他們的觀點”。 賀伯特的許多關於壓抑者的早期著作都重點關注在：如何讓這些人來承擔教會自身內部管理不善問題的所謂的“責任”。

教會的官方字典將壓抑者定義為：
具有一系列獨特特徵和心理態度的人，這些特徵和態度導致他壓抑周圍的其他人。這種人的行為被認為是災難性的。也稱為反社會人格。
教會認為這些「反社會人格」是那些「具有一種導致他們猛烈地反對任何改善活動或團體的性格和心態的人」。這種對“群體”的關注在官方的《山達基手冊》中得到了延續，其中指出了推論：“反社會人格只支持破壞性群體。”

## 政策和實踐
根據賀伯特的書籍《山達基品格入門》，當一個人被發現受到「壓抑者」的影響時，相信這就會影響他的整體福祉。附近有「壓抑者」的人可能會面臨壓力或經常感到不安，而這可能會危及任何治療或教育的穩定性。因此，教徒一旦發現與「壓抑者」有聯繫，便不得參加某些山達基課程和諮詢，直到情況得到充分解決。
《品格入門》一書提供了解決此類問題的指南。第一步始終是讓人們了解壓抑者的現像，以及讓人相信這會對與其有關係密切的個人產生影響。一旦教育步驟完成，人們就可以進一步按照指導方針來解決問題，使教徒不再受到負面影響。
對於壓抑者和潛在麻煩來源者進行山達基安全檢查的情況也很常見。如果已嘗試「處理」但無濟於事，教區居民可以採取與壓抑者「隔離」的解決辦法。在《山達基品格入門》中，「隔離」被定義為一個人所做的自我決定，即他不會與另一個人建立聯繫。這是一個人與另一個人之間的溝通中斷。
山達基教中的壓抑這一概念一直是一些有關爭議的根源，部分原因即是人們厭惡與親密的家庭成員和朋友「斷絕聯繫」的想法。
與打壓個人政策相關的另一個爭議來源是正式將個人標記為「壓抑者」的行政判決。這種「壓抑者聲明」簡稱為「SP聲明」。聲明應以「品格令」的形式用藍色墨水發佈在金黃色紙張上，並通過品格部門的行政部門以及國際司法主管辦公室的批准:181。
山達基教徒和非山達基教徒都可以被貼上「壓抑者」的標籤。壓抑者是指對「壓抑行為」負有責任的任何人，賀伯特將其定義為「為了壓抑、減少、防止或破壞個案收益和/或山達基的影響，和/或山達基的持續成功，以及機構和山達基教徒的行動，而故意採取的公開或隱蔽的行為或不作為」:509。同樣，整個群體都可以被宣佈為壓抑的；在賀伯特看來，壓抑團體是「那些試圖摧毀山達基的，或專精于傷害或殺人、破壞他們的個案的，或主張壓抑人類的團體」:509。根據這個更廣泛的定義，壓抑的團體不僅是指公開反對山達基教的；它還包括賀伯特強烈反對的任何團體支持活動，特別是精神病學。特別地是，賀伯特認為記者和政府特工是壓抑團體的成員：「沒有好的記者。沒有好的政府或壓抑集團特工。你試圖友善的時間越長，你的處境就會越糟。而且一個人越早學會這一點，他就會越幸福。」
山達基教會保留著一份正式宣布為「壓抑者」的前成員和分裂團體的核心名單。在1992年的一項行政指令中，教會的「國際司法主管」列出了被視為壓抑者的400多個團體和2300多個個人。名單包括被視為敵對或異端的前山達基教徒和分裂團體，例如艾哈德研討會培訓（Erhard Seminars Training）。

### 濫用標籤
在1966年7月19日的一次演講中，賀伯特表達了對「壓抑者」標籤可能被濫用於那些原本是好公民並為公民社會做出貢獻的人的擔憂：
你應該升級一下什麼是SP的觀念。夥計，找機會見一個吧！一個真正的！一個真正的怪物……嗯，我們一直在這裡的這段時間，據我所知我們只有一個 SP。一位真正的 SP 是我們的員工……我不知道我們曾經還有過其他任何一位是SP了。這不是很有趣嗎。你看到所有這些SP訂單等等……不要隨意亂扔，因為這是一個——非常誇張的條件，SP。
一些前山達基教徒聲稱確實存在這種虐待行為。例如，本特·科里登（Bent Corydon）描述稱，他在1982年10月的傳教士大會（Mission Holders' Conference）上看到山達基教特許經營者加里·史密斯（Gary Smith） 當場被宣布為壓抑者，這只是因為他不服從要求換座位的大聲命令。 也有一些SP聲明擾亂家庭和企業的情況。
根據2006年《聖彼得堡時報》一篇題為“SP簡介”的文章，一名山達基教徒發現自己在反复質疑“模式練習”（patter drill）的有效性後，被教會宣佈為壓抑者。因爲在“模式練習”中，他被要求對著牆朗讀課程的段落，但他堅稱這次練習並非基於賀伯特教義。他同時表示，之前他曾因與山達基律師就一個不相關的問題發生爭執就受到SP聲明的威脅。

## 宗教學者對斷絕關係的看法
與壓抑者溝通的人自身也會面臨被貼上壓抑者標籤的風險。壓抑者的親朋好友會被教會勒令與該人斷絕聯繫——“隔離”。宗教學者對山達基教的隔離政策普遍持負面看法，其中包括許多為山達基教背書的人。例如，宗教學者J·戈登·梅爾頓 (J. Gordon Melton)表示：「我只是認為，如果他們可以讓他們繼續前進並離開，每個人都走自己的路，而不是小題大做，那麼對所有相關人員來說會更好。這一政策傷害所有人。」

## 外部鏈接
- 「壓抑者」是什麼意思？—山達基教會官方網站 （页面存档备份，存于）（中文）
- 壓抑者防衛聯盟—致力於保護山達基教受害者 （页面存档备份，存于） （英文）